# Micro Machines (jeu vidéo, 2002)
Pour les articles homonymes, voir Micro Machines (jeu vidéo).
Micro Machines est un jeu vidéo de course développé par Infogrames Sheffield et édité par Infogrames, sorti en 2002 sur GameCube, PlayStation 2, Xbox et Game Boy Advance.

## Accueil
- Jeux vidéo Magazine : 13/20 (PS2)[1] - 12/20 (GBA)[2]
- Jeuxvideo.com : 12/20[3] - 16/20 (GBA)[4]